# イゾベル・ウォーラー＝ブリッジ
イゾベル・ノエリン・ウォーラー＝ブリッジ（Isobel Noeline Waller-Bridge、1984年4月23日 - ）は、イギリスの作曲家。映画音楽、テレビ音楽、舞台音楽、電子音楽、現代クラシック音楽の作品で知られている。

## 生い立ち
ウォーラー＝ブリッジは、エディンバラ大学で音楽学士号、キングス・カレッジ・ロンドンで修士号を取得した。また、王立音楽アカデミーから奨学金を受け、卒業証書を取得した。
その後、ウォーラー＝ブリッジは、妹のフィービー・ウォーラー＝ブリッジが脚本、主演を務めたBBCのコメディドラマシリーズ『Fleabag フリーバッグ』のサウンドトラックを作曲した。

## Works
- 弦楽のための音楽（2013年）[4]

### テレビ音楽
- Life（2002年、ドキュメンタリーシリーズ第4話を担当）
- 『戦争と平和』（2016年、TVシリーズ）
- 『Fleabag フリーバッグ』（2016年 - 2019年）[3]
- Vanity Fair（2018年、TVシリーズ）[3]
- The Split（2018年、TVシリーズ）[2]
- The ABC Murders（2018年、TV series）[5]
- 『ブラック・ミラー』（2019年、エピソード5の「アシュリー・トゥー」を担当）
- The Way Down（2021年）
- Roar（2022年）

### 映画音楽
- 『ヴィタ&ヴァージニア』（2018年）
- 『EMMA エマ』（2020年）
- Munich – The Edge of War（2021年）
- The Phantom of the Open（2021年）
- I Came By（2022年）
- 『ぼく モグラ キツネ 馬』（2022年、短編映画）